# III. Emmanuel Delly káld pátriárka
III. Emmanuel Delly káld pátriárka (1927. szeptember 27. – 2014. április 8.) a káld katolikus egyház vezetője volt 2012 végéig Irakban.

## Élete
A Pápai Városi Egyetemen szerzett diplomát kánonjogból és a Pápai Lateráni Egyetemen filozófiából. 1952. december 21-én szentelte pappá Pietro Fumasoni, Biondi bíborosa. Visszatért Bagdadba és a pátriárka titkára lett 1960. december 30-án.
Részt vett a második vatikáni zsinaton mint szakértő. 36 évesen lett püspök.

### Pátriárkának választása
2003. december 3-án választották Babilon káld pátriárka püspökökének, egy különösen fontos drámai történelmi helyzet után, amikor az iraki háború kitört ugyanazon év márciusában. Ilyen körülmények között december 2-3-ra, II. János Pál pápa összehívta a káld egyház Püspöki Szinódusát az Apostoli Palotában. Az ülés végén – Ignace Moussa I Daud kardinális elnökletével, békés körülmények között választottak pátriárkát, III. Emmanuel Dellyt. 2003. december 21-én a Bagdadban került sor az ünnepélyes beiktatásra a Szent József katedrálisban.
2007-ben bíborosnak szentelték.
Személyes okokra hivatkozva 2012-ben lemondott tisztségéről. 2013. január 28-án hívta össze XIV. Benedek pápa káld egyház Püspöki Szinódusát, hogy megválasszák utódját.
Uralkodását átmeneti korszaknak szokták nevezni, mert nagyon nehéz időkben volt egyháza élén. Nagy számban emigráltak külföldre a hívők, országukban, Irakban üldöztetésnek voltak kitéve. Barátságos viszonyt tartott fenn iszlám vezetőkkel és emelte a lakosság morális érzéseit.